# Motopark Academy
Motopark Academy (competiu sob a denominação Lotus de 2012 a 2014) é uma equipe de automobilismo baseada em Oschersleben, na Alemanha, ao lado da Motorsport Arena Oschersleben. Em 2013, a equipe competiu na GP2 Series (antecessora da atual Fórmula 2) sob o nome Russian Time e operou uma equipe satélite chamada CryptoTower Racing.